# Sphenodiscus
Sphenodiscus (лат.) — вымерший род аммонитов из надсемейства Acanthoceratoidea. Окаменелости рода найдены на многих континентах, что предполагает всесветное распространение в маастрихтском веке позднего мелового периода. Один из последних аммонитов, эволюционировавших перед полным вымиранием подкласса в палеоцене, вскоре после мел-палеогенового вымирания.

## Распространение

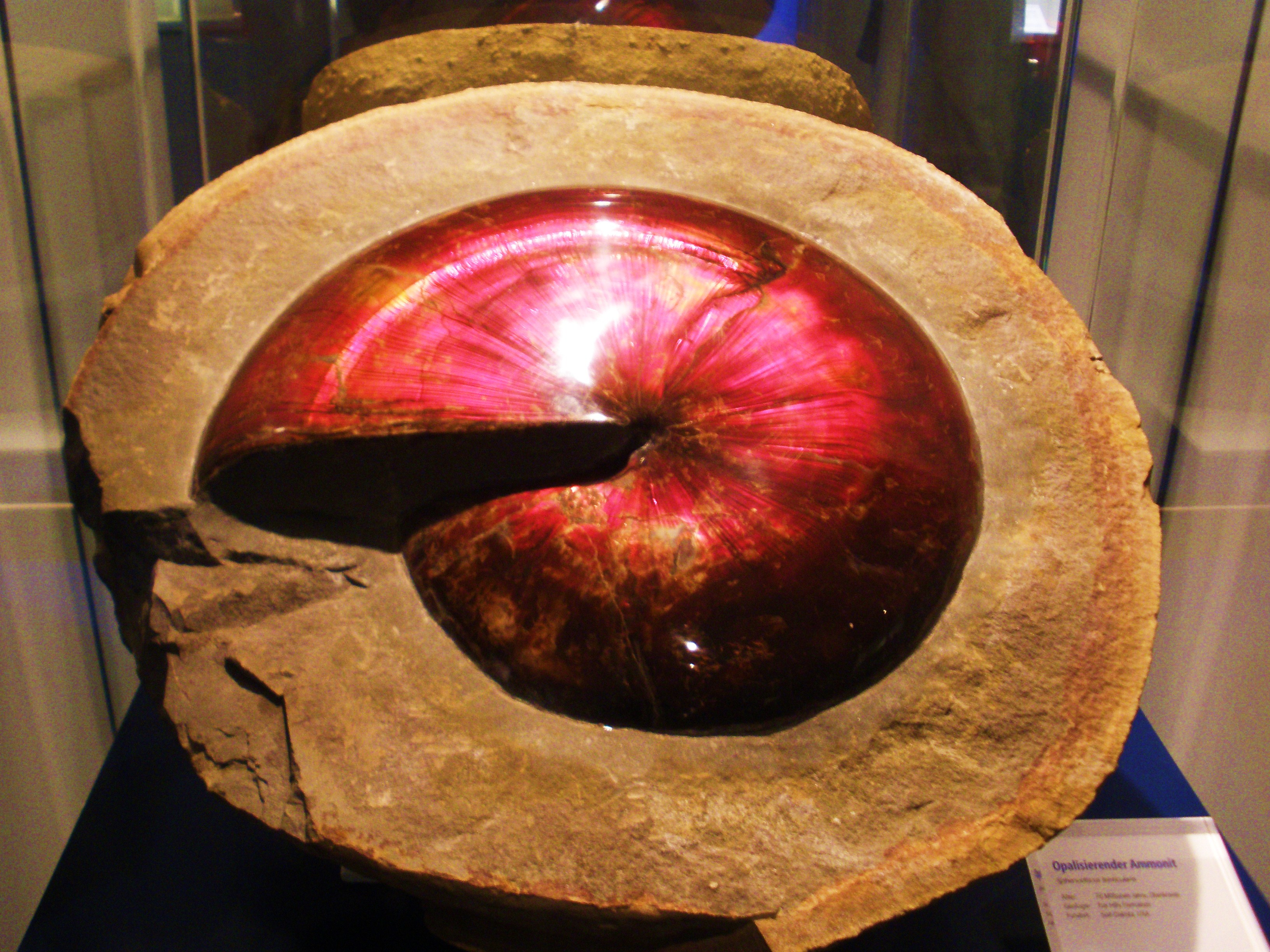
Перламутровый образец

Окаменелости Sphenodiscus найдены по всей Северной Америке: в Южной Каролине, Северной Каролине, Южной Дакоте, Мэриленде, Нью-Джерси и Мексике. Есть также свидетельства присутствия рода на острове Тринидад, хотя материал из этой локации не может быть классифицирован на уровне видов. Обычные для Северной Америки виды включают S. lobatus, S. lenticularis и S. pleurisepta. Новые виды, найденные за пределами Северной Америки, включают S. binkhorsti из формации Маастрихт в Нидерландах, S. siva из формации Валудавур в Индии и S. brasiliensis из отложений на берегах Рио-Грамаме в Бразилии. Многочисленные образцы S. lobatus также найдены в сланцах Нкпоро в Нигерии.

## Описание

Схема швов Sphenodiscus

Раковина Sphenodiscus обтекаемая, латерально-медиально сжатая, с перекрывающимися оборотами и небольшим пупком. Вентральный край раковины с тенденцией к заострению. У ископаемых образцов внешняя поверхность в основном гладкая, хотя у некоторых видов на разных стадиях онтогенеза могло быть множество мелких бугорков на поверхности. У Sphenodiscus сложный рисунок шва с множеством мелких ветвящихся долей и седловидных частей.